# Macradenia tridentata
Macradenia tridentata är en orkidéart som beskrevs av Charles Schweinfurth. Macradenia tridentata ingår i släktet Macradenia och familjen orkidéer. Inga underarter finns listade i Catalogue of Life.